# Rouvroy (Bélgica)
Rouvroy (en valón Rovroe-e-Gåme) es un municipio de habla francesa en Bélgica ubicado en la Región Valona en la provincia de Luxemburgo, además de una aldea que forma parte de ella. Están incluidos en Lorraine Gaumaise.

## Geografía
La ciudad es parte de Gaume, una subregión donde la lengua vernácula tradicional es Gaumais. Es el municipio más meridional de Bélgica.
La aldea de Rouvroy limita al este con el Ton, un río afluente del Chiers. Está atravesado por la carretera nacional 87 que conecta la frontera francesa con Lamorteau y Parette (Attert), cerca de la frontera con Luxemburgo.

### Secciones del municipio
El municipio comprende los antiguos municipios, que se fusionaron en 1977:
| - Rouvroy - Dampicourt - Harnoncourt - Lamorteau - Torgny |

### Pueblos y aldeas del municipio
El municipio comprende los pueblos y aldeas de: Montquintin y Couvreux.

## Municipios limítrofes
La ciudad está parcialmente delimitada por la frontera francesa que la separa de los departamentos de Meurthe-et-Moselle al sur y Meuse al oeste, ambos ubicados en la región de Lorena.

## Escudo
La ciudad tiene un escudo de armas.
Blasón: Dos zánganos de peregrino de azur pasados en saltire acompañados por un jefe de una concha de gules.
- Deliberación municipal: 11 de enero de 1977

- Real Cédula: 16 de septiembre de 1977

- Monitor belga: 29 de octubre de 1977

## Demografía

### Evolución
La población total del municipio, al 1 de diciembre de 2019, era de 2.106 habitantes, 1.040 mujeres y 1.066 hombres, para una superficie total de 27,68 km², lo que arroja una densidad poblacional de aproximadamente 76,08 habitantes. por km².
Rouvroy, una ciudad fronteriza con Francia, ha visto a un gran número de habitantes abandonar el territorio belga hacia Francia en los últimos años por razones fiscales. A pesar de este "éxodo", la población de Rouvir ha aumentado en particular gracias a la construcción de urbanizaciones.

El siguiente gráfico muestra la población residente el 1 de enero de cada año.
| Gráfica de evolución demográfica de Rouvroy entre 1846 y 2020 |
|                                                               |

## Administración
El municipio está dirigido por el Partido Goouverture de Carmen Ramlot. La paridad entre hombres y mujeres establecida durante las elecciones de 2000 permitió, por primera vez en la comuna de Rouvroy, ofrecer los tres puestos de concejales a mujeres.

## Economía
Rouvroy es una comuna rural. Es una “suerte” tener en su territorio la fábrica de papel de Burgo Ardennes, que es uno de los mayores empleadores de la provincia de Luxemburgo (715 empleados). Para las personas de paso, esta fábrica se caracteriza por el peculiar olor de su humo. Es la principal fuente de ingresos del municipio gracias al impuesto municipal sobre la fuerza motriz.
El resto del tejido económico del municipio se reduce a la pequeña empresa y la agricultura.

## Turismo
El turismo es una actividad muy presente desde hace varios años. Hay muchos albergues rurales disponibles en toda la ciudad. Los turistas se sienten especialmente atraídos por los pueblos más meridionales de Bélgica, Torgny, que a menudo se conoce como "Provenza belga" y es uno de los pueblos más bellos de Valonia.

## Monumentos y atractivos turísticos
- Iglesia de Rouvroy

En el pórtico de la iglesia se encuentra la lápida del Conde Joseph-Louis de la Fontaine (1736-1816), Conde de Harnoncourt (en 1779), chambelán del emperador Romano-Germánico (Sacro Imperio, Casa de Austria), general de caballería, dueño de un regimiento, comandante de la Polonia austríaca, luego vicecomandante de la ciudad y fortaleza de Viena. En 1787 se había casado con Léopoldine d´Unverzagt, última del apellido. Enterrado en la capilla señorial de la iglesia de Rouvroy. Su escudo de armas fue tomado por la comuna de Rouvroy, incluida la aldea de Harnoncourt.
Lamorteau:
- Casa franca

- El molino de Radru

Montquintin:
- Museo

- El castillo

- Torgny, uno de los "pueblos más bellos de Valonia":
- La ermita: capilla construida en 1636 en homenaje a Notre-Dame de Luxemburgo, se anexó una ermita en 1729. La ermita sigue ocupada hoy por un ermitaño.
- Vides: el microclima presente en Torgny permite el cultivo de la vid por parte de varios viticultores.
- Reserva natural: antigua cantera, la reserva Raymond Mayné es famosa por sus céspedes de piedra caliza y la flora y fauna mediterráneas.

Patrimonio inmobiliario catalogado.

## Personas Reconocidas
- Docteur Lalangue
- Guy Goffette
- Jean-Nicolas von Hontheim

## Ciudades hermanas
- Dole (Francia)